# Великий Кам'янець
Великий Кам'янець (біл. вёска Вялікі Камянец) — село в складі Крупського району Мінської області, Білорусь. Село підпорядковане Костричницькій сільській раді, розташоване в східній частині області.